# Biserica de lemn din Mănăstirea Lepșa

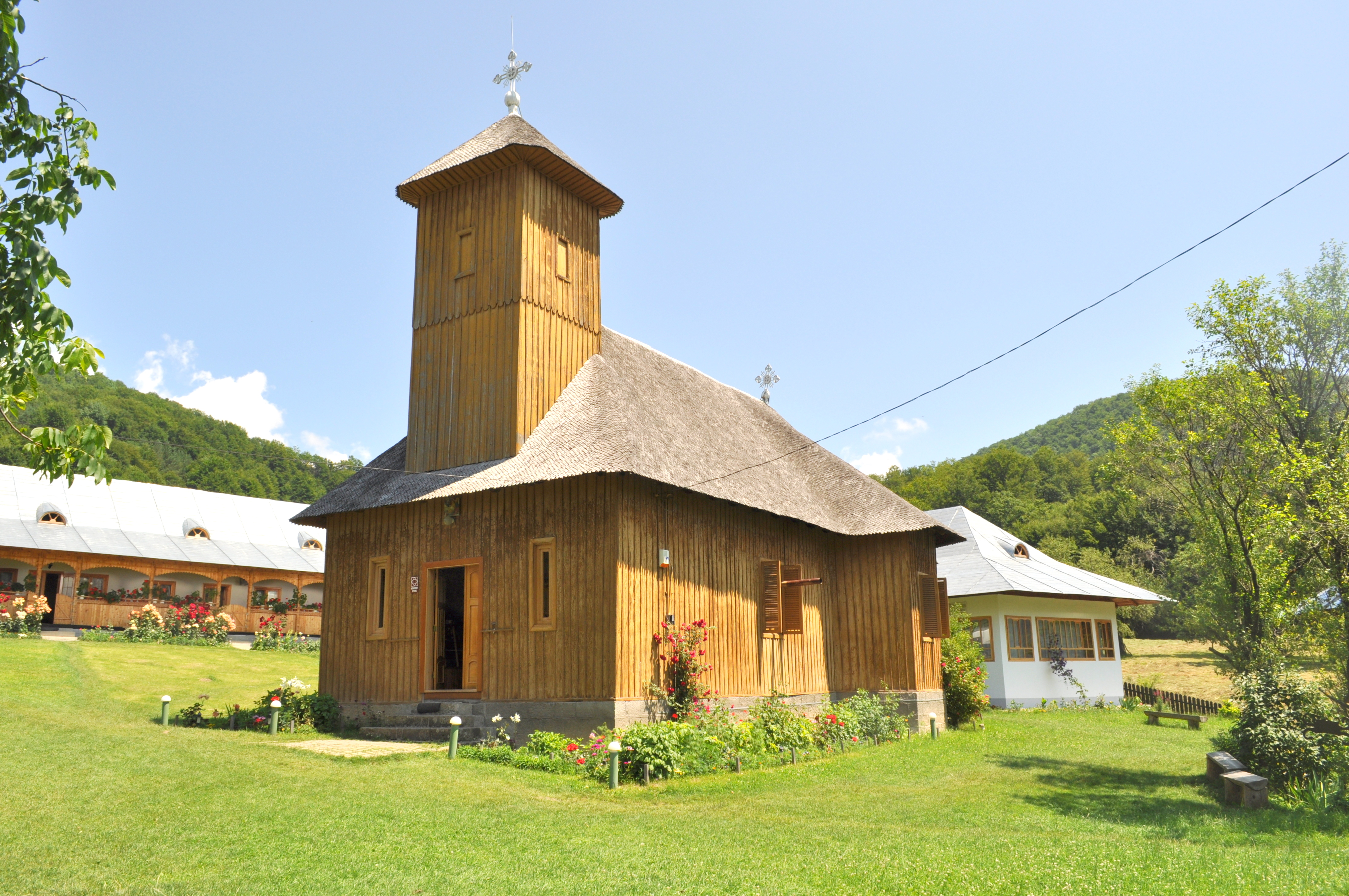
Biserica de lemn „Adormirea Maicii Domnului” a Mănăstirii Lepșa, județul Vrancea, foto: iulie 2011.

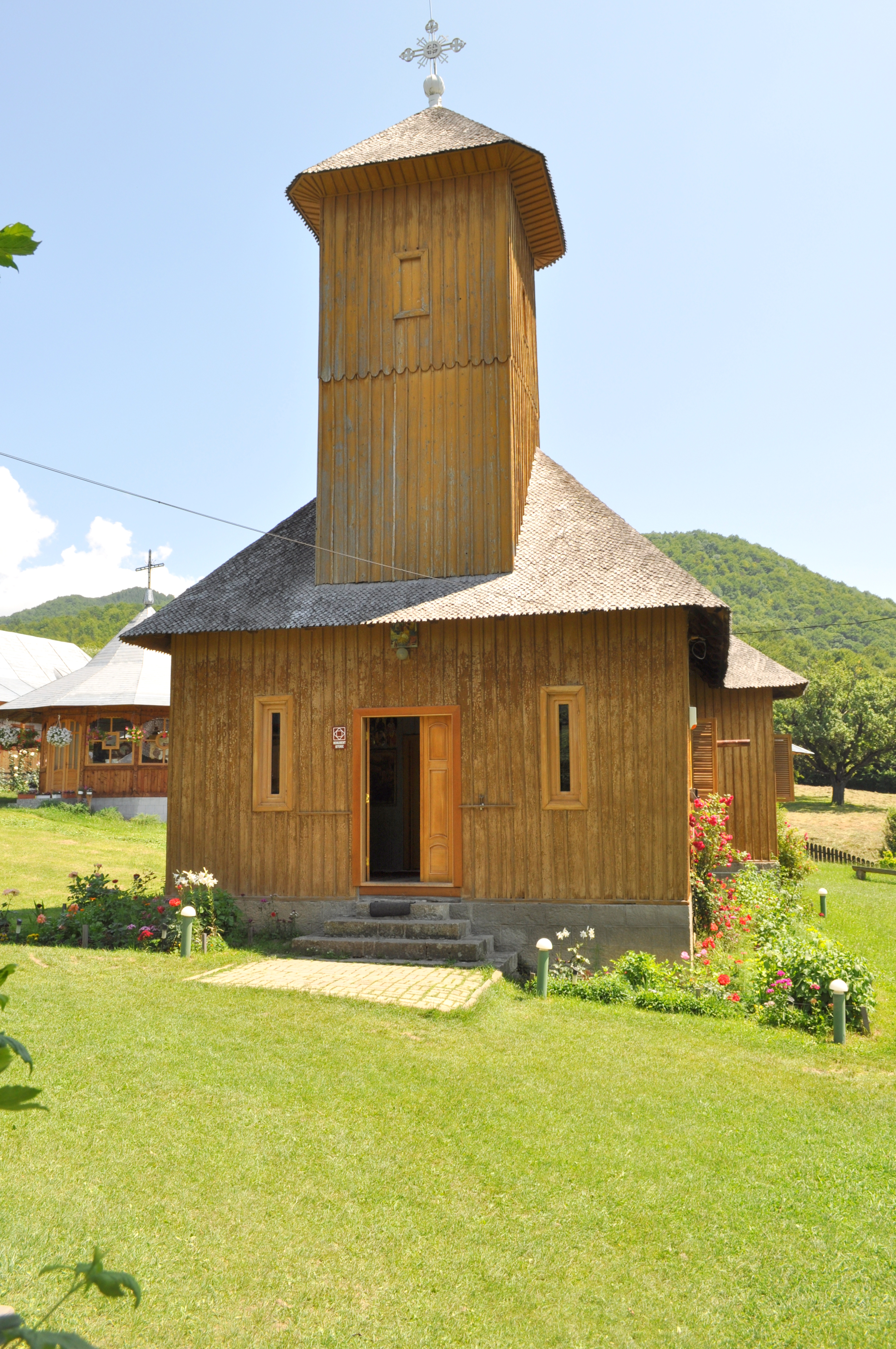
Biserica (vest)

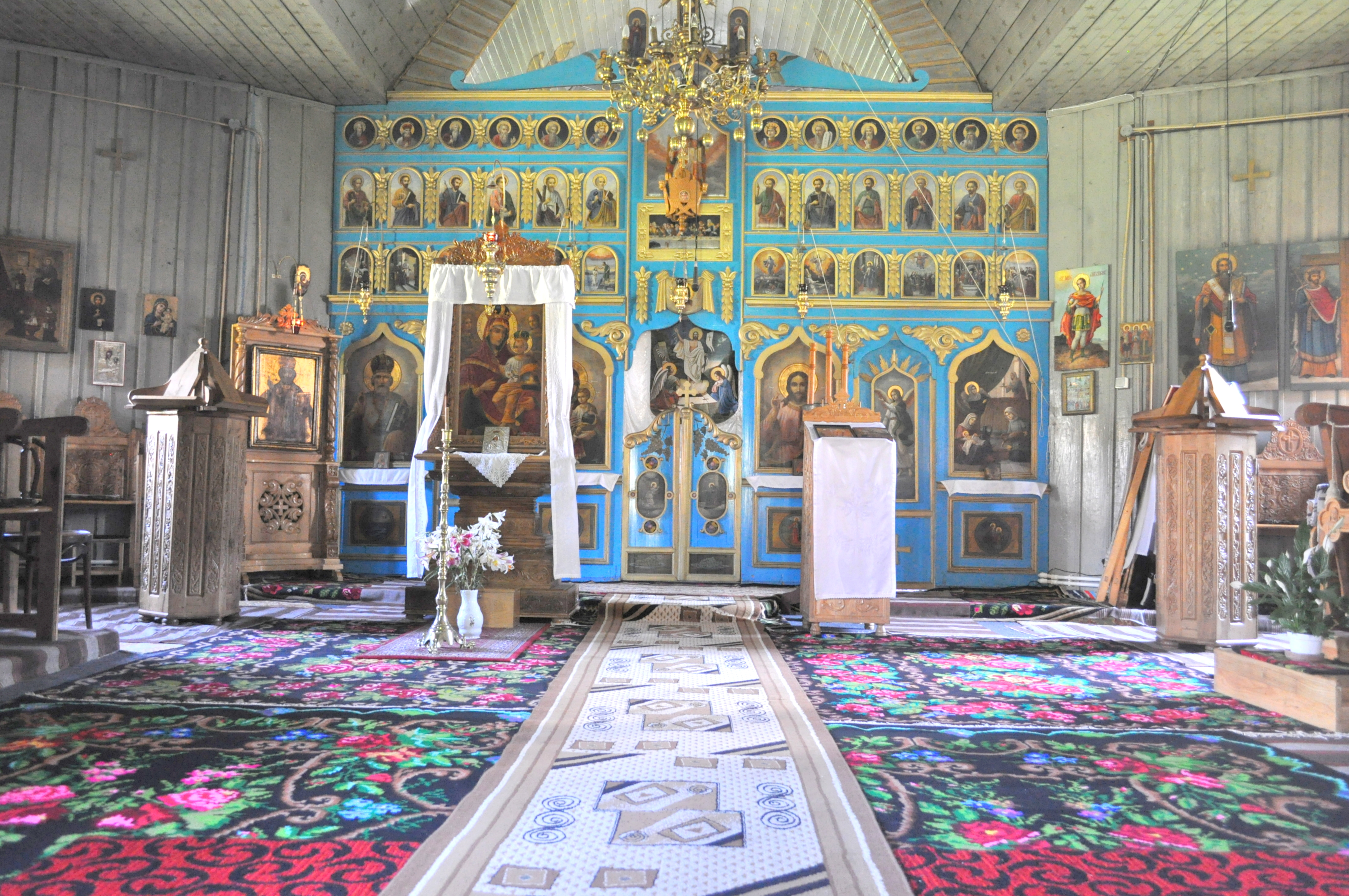
Interiorul navei

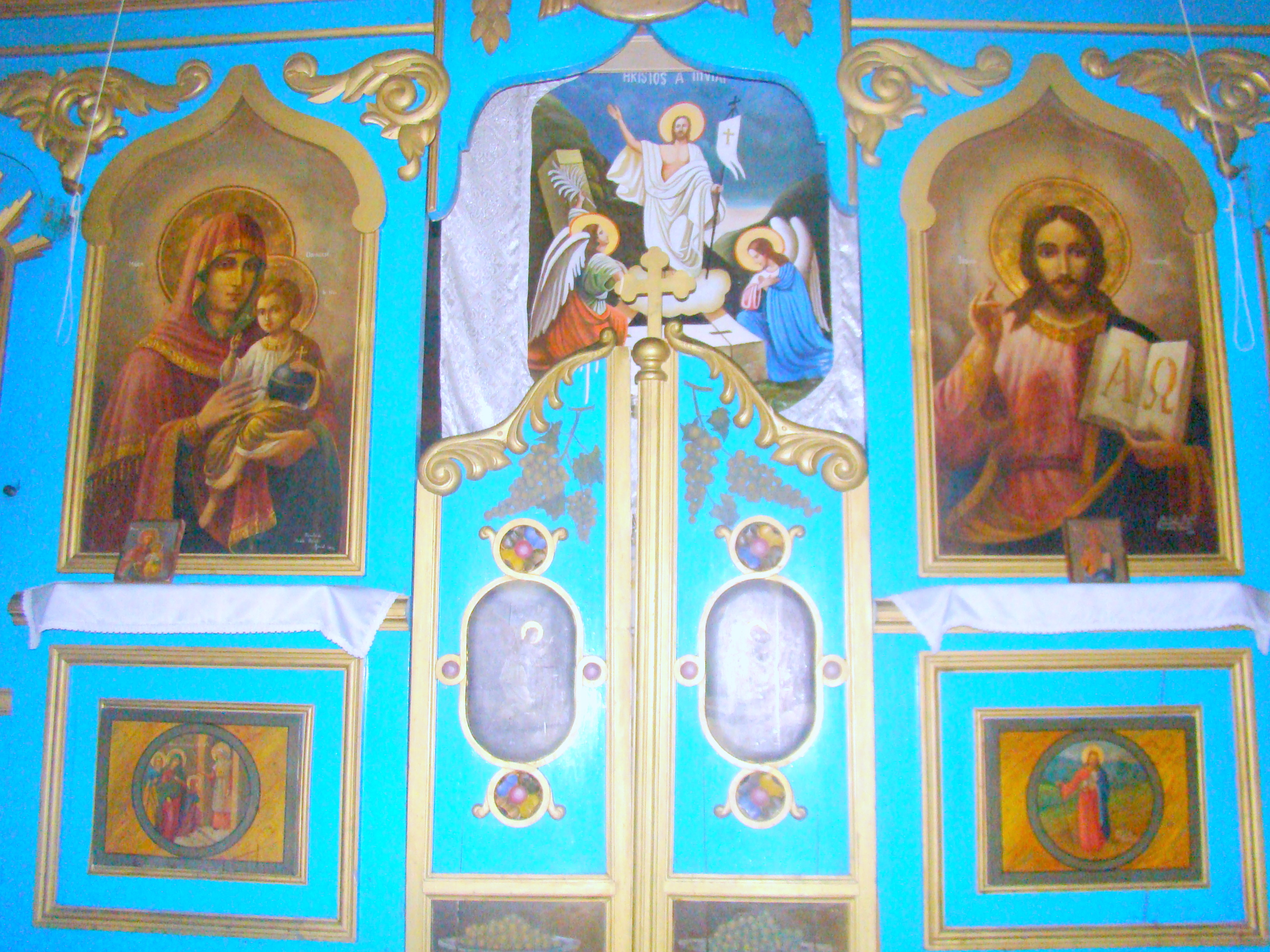
Uși și icoane împărătești

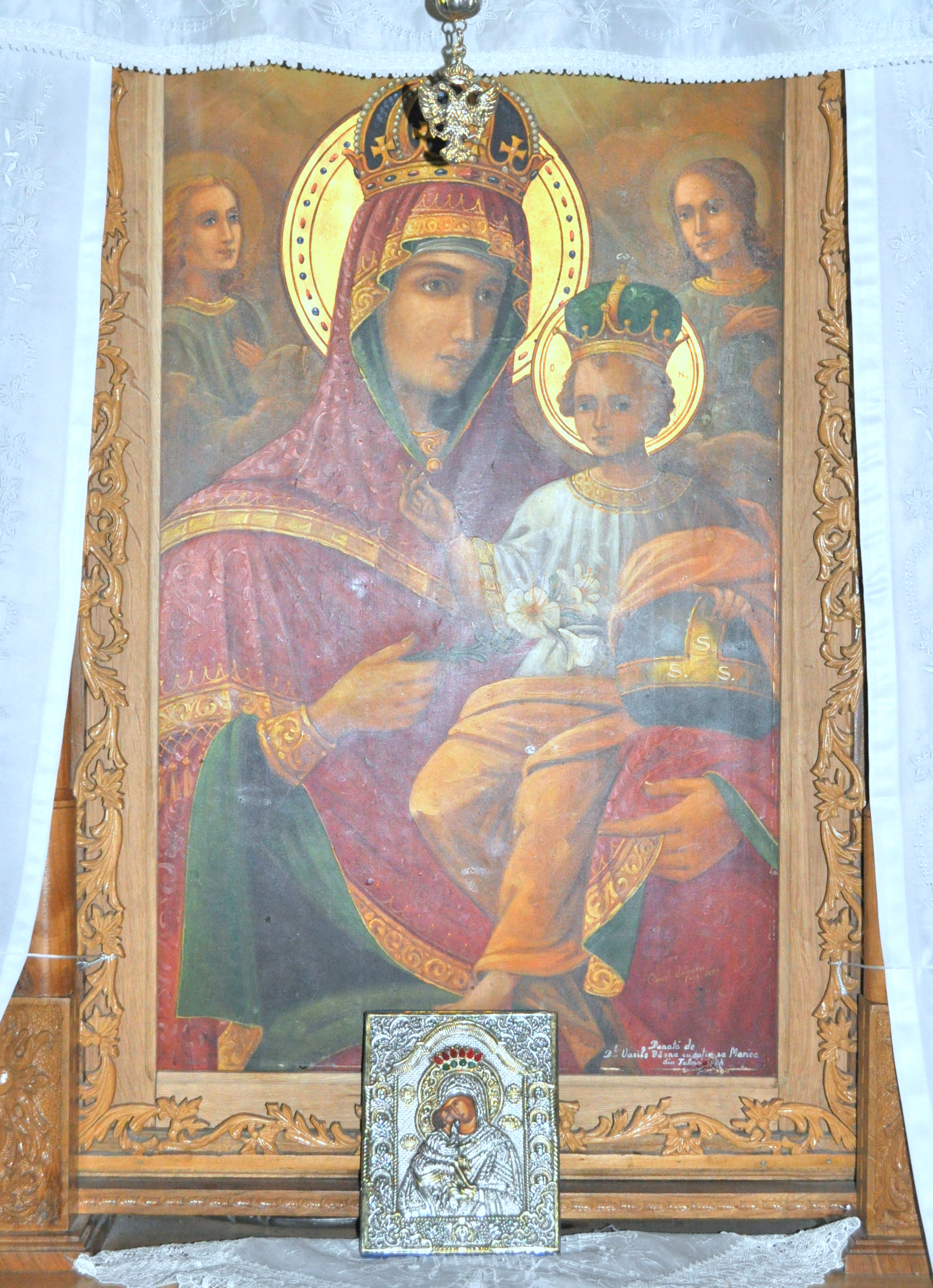
Icoană: „Maica Domnului cu Pruncul”

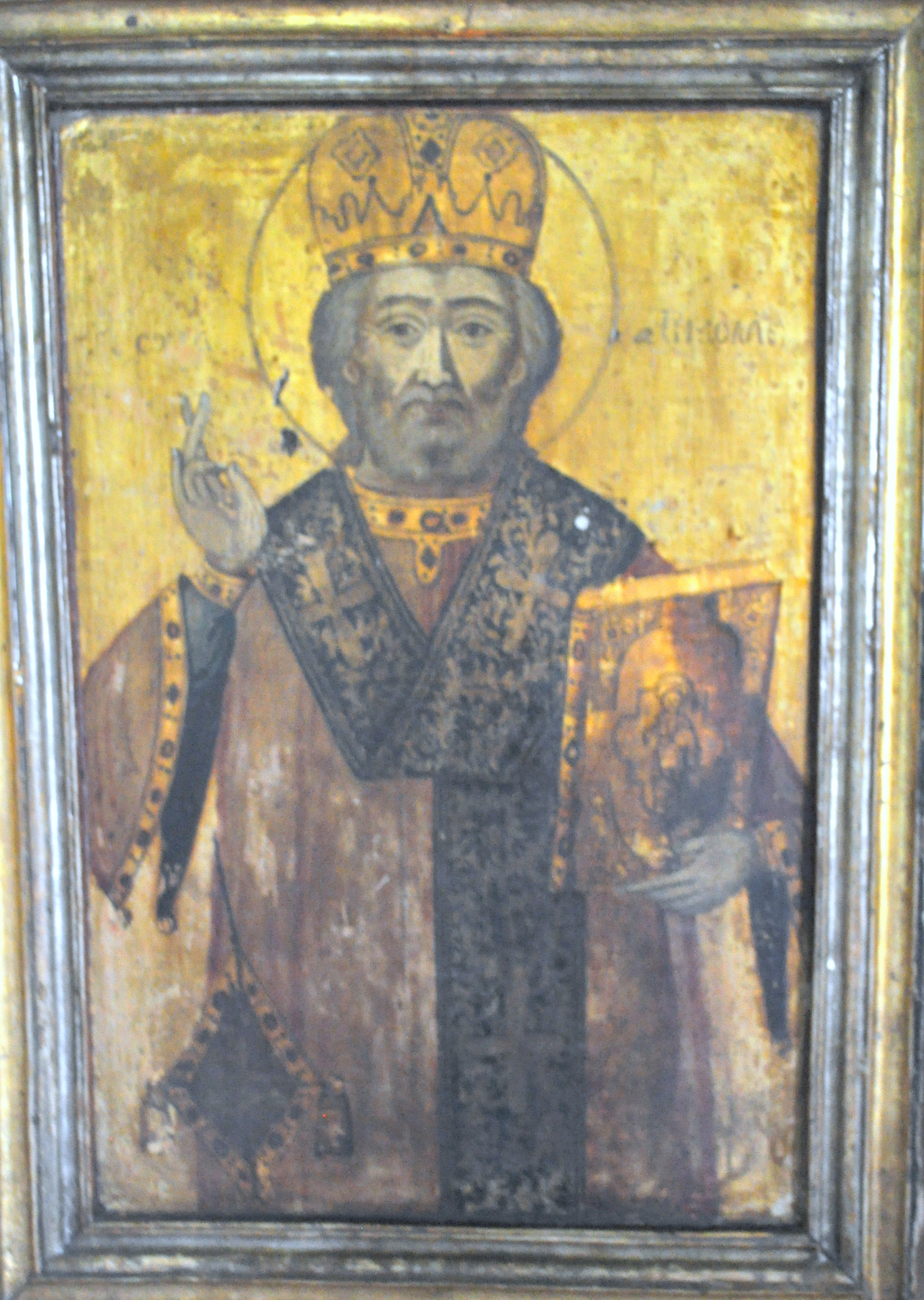
Icoană: „Sfântul Nicolae”

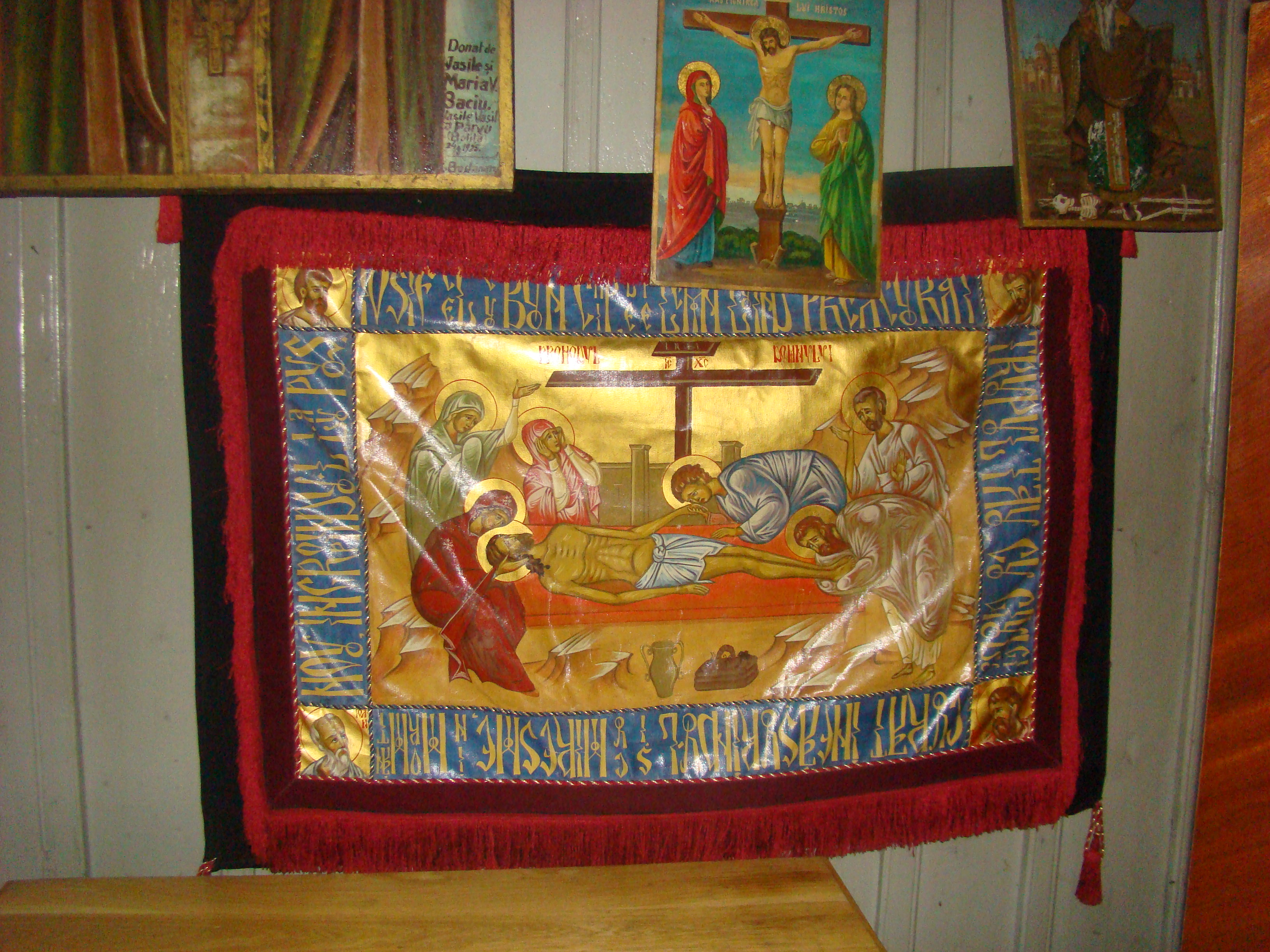
Epitaf

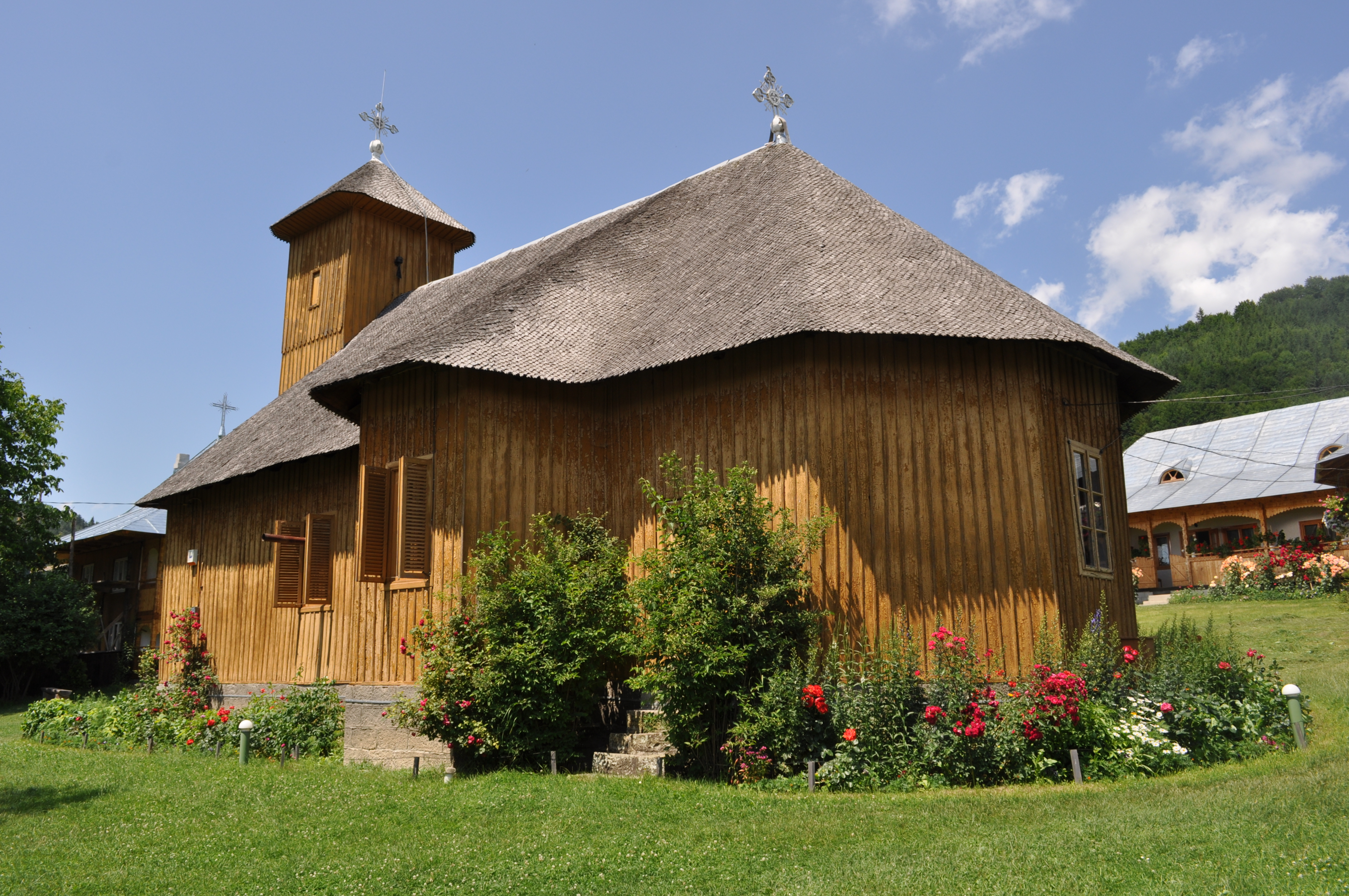
Biserica (sud-est)

Biserica de lemn „Adormirea Maicii Domnului” din cadrul Schitului Lepșa este așezată în centrul incintei mănăstirii de maici, fiind refăcută între anii 1930-1936, pe același amplasament, după ce biserica veche a ars în 1929. Figurează pe Lista Monumentelor Istorice din anul 2010 cod LMI VN-II-m-B-06514.

## Istoric și trăsături
Pe valea pârâului Lepșa a fost înălțată biserica de lemn „Adormirea Maicii Domnului" a Schitului Lepșa, monument istoric cod LMI VN-II-m-B-06514, pe locul unei biserici ce datează de la sfârșitul  sec. XVIII (1780). Schitul s-a bucurat de o administrație autonomă, dar și de donațiile și veniturile primite de-a lungul timpului. 
Mănăstirea Lepșa a fost întemeiată în anul 1774, când un ucenic al Sfântului Vasile de la Poiana Mărului ridica un schit. Nu se cunoaște viața călugărilor care au trăit aici, din anul înființării și până în 1929 nu există documente care să ne spună câți monahi au fost aici și cum a curs viața lor în inima munților. Se crede însă că la Mănăstirea Lepșa ar fi funcționat un centru de îngrijire a bolnavilor. Anul 1929 a reprezentat o mare cumpănă pentru frații din mănăstire. Un incendiu devastator a izbucnit aici. Biserica și celelalte construcții au fost distruse. Toate sfintele icoane au pierit în mijlocul flăcărilor, cu excepția uneia. Icoana Sfântului Nicolae, pictată în secolul al XVII-lea, se afla în chilia starețului când nenorocirea a lovit obștea și, ca prin miracol, a scăpat nevătămată. 
Biserica nouă va fi ridicată în anul 1936. La câțiva ani de la incendiu, în 1934, Carol al II-lea a vizitat mănăstirea și a făcut o danie: un policandru. Tot cu ocazia construirii noii biserici, Mănăstirea Lepșa a primit de la Ierusalim o icoană veche, din 1584, care înfățișează chipurile Mântuitorului și Fecioarei Maria. 
În 1952, Lepșa devine mănăstire de maici, venite de la Mănăstirea Trotușanu. Dar liniștea nu a durat mult: în 1960, măicuțele au fost alungate și mănăstirea desființată. Comuniștii au transformat-o în depozit forestier, apoi în grajd și în cele din urmă în tabără școlară. Părăsită în vremea comuniștilor, mănăstirea va fi reînființată în anul 1990. Astăzi ea are și o biserică nouă din zid.
Biserica de lemn din cadrul Schitului Lepșa este așezată în centrul incintei mănăstirii de maici, fiind refăcută între anii 1930-1936 pe o temelie de piatră de râu, pe care s-au așezat bârnele din lemn. Întregul edificiu, atât în interior, cât și exterior are pereții acoperiți de scânduri de brad, acoperisul este din șindrilă, iar turla cu înveliș piramidal apare încununată de o cruce din fier. Interiorul bisericii este simplu, fiind decorat cu icoane pictate pe lemn. Biserica  adăpostește încă vechea icoană din 1584, primită de la Ierusalim, împreună cu icoana Sfântului Nicolae, cea care a scăpat nevătămată din incendiul de la 1929 și care, fiind considerată făcătoare de minuni, are în permanență o candelă aprinsă. Biserica e împodobită și acum cu policandrul primit în dar de la regele Carol al II-lea, dar inscripția care îl amintea pe donator a fost ștearsă parțial de cei care au condus țara vreme de 45 de ani.

## Imagini din exterior

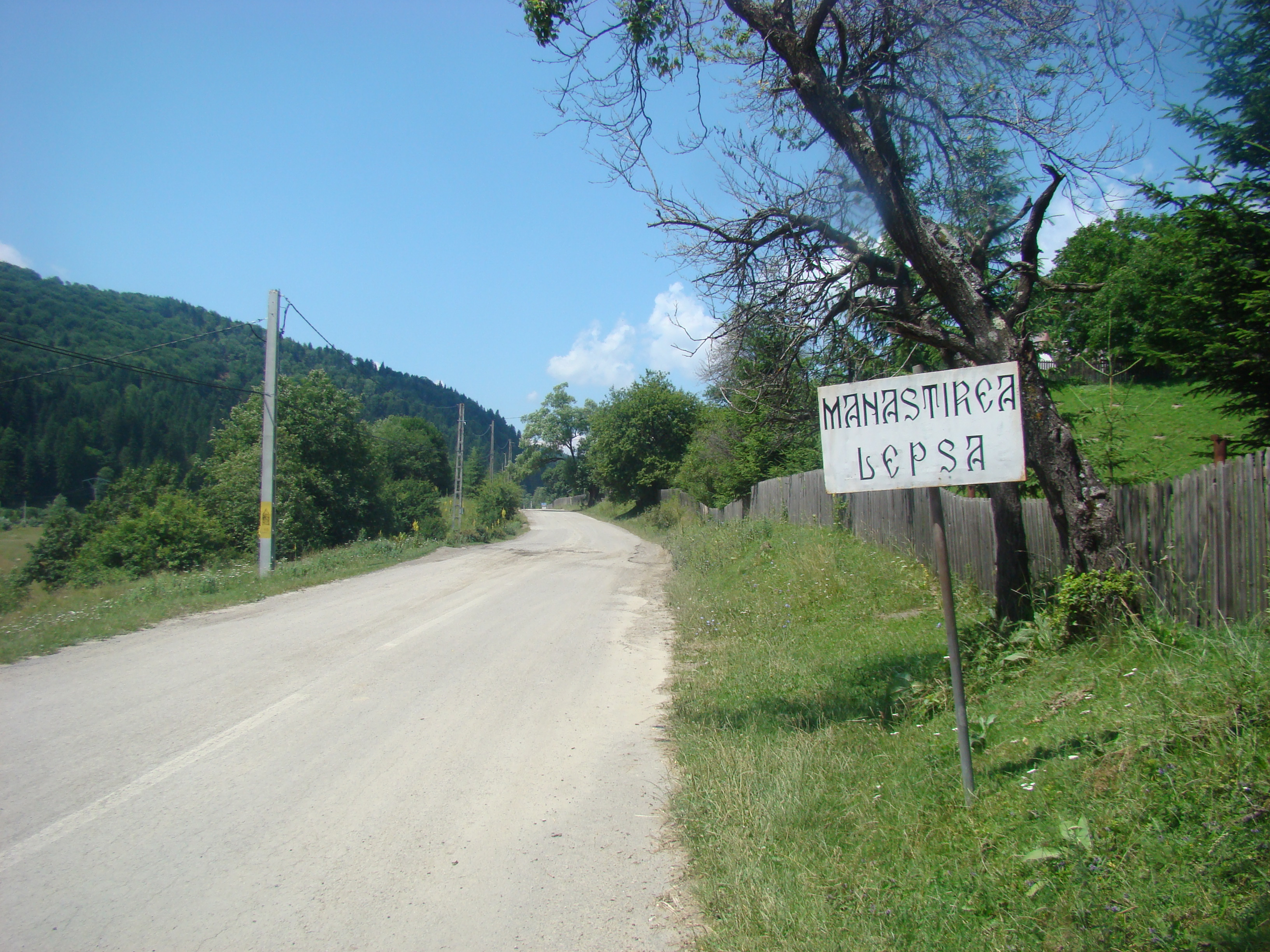
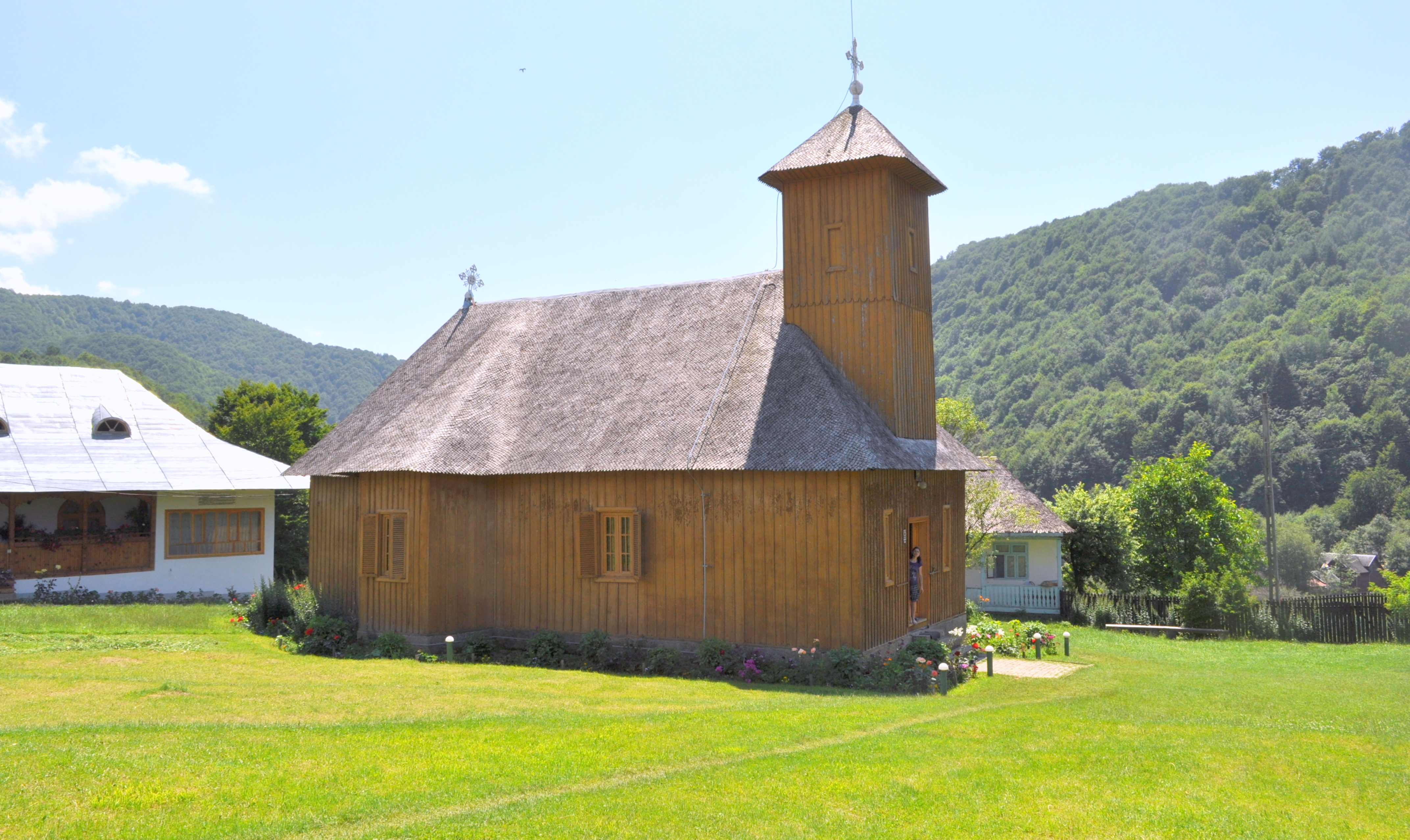
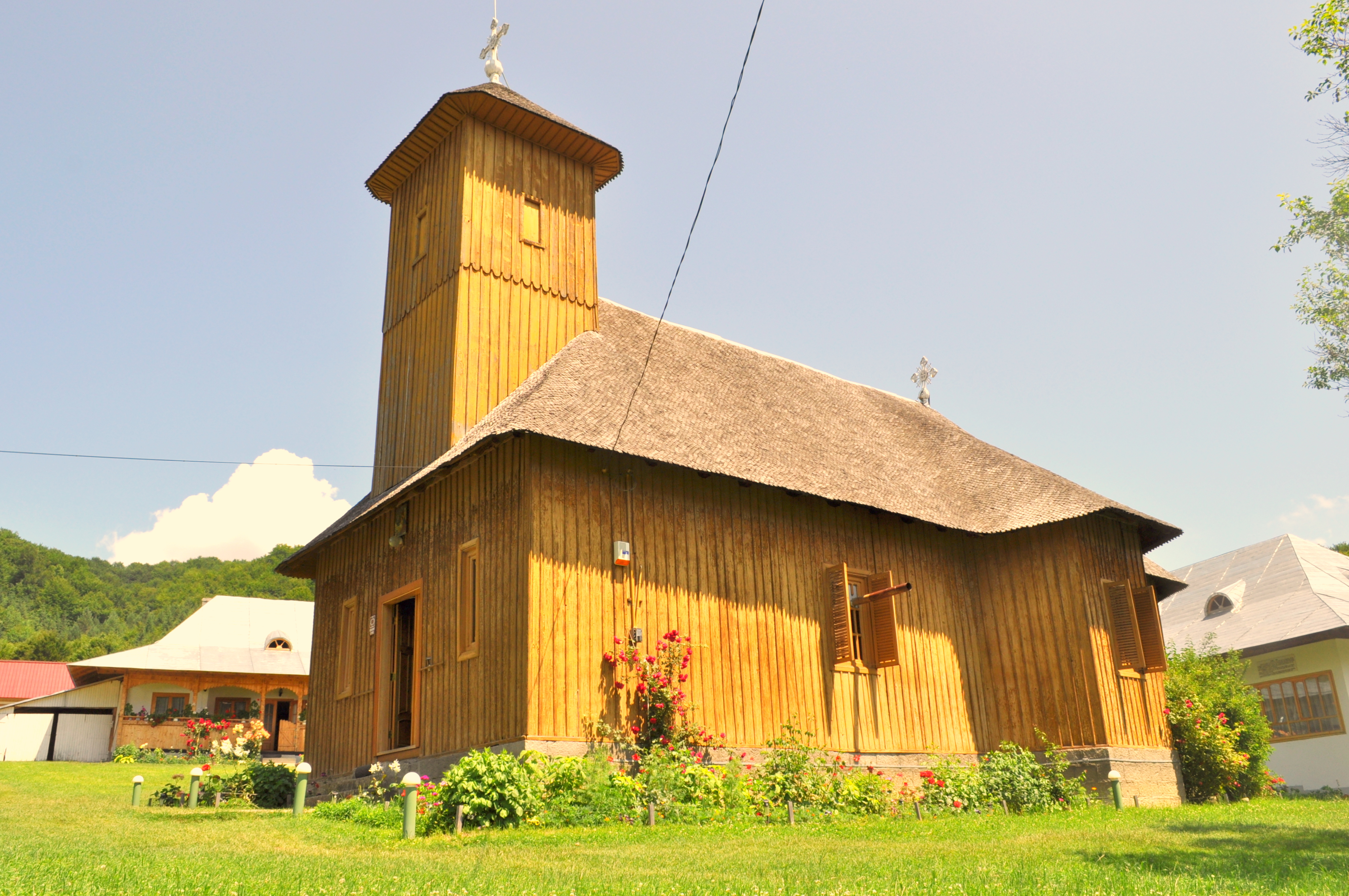
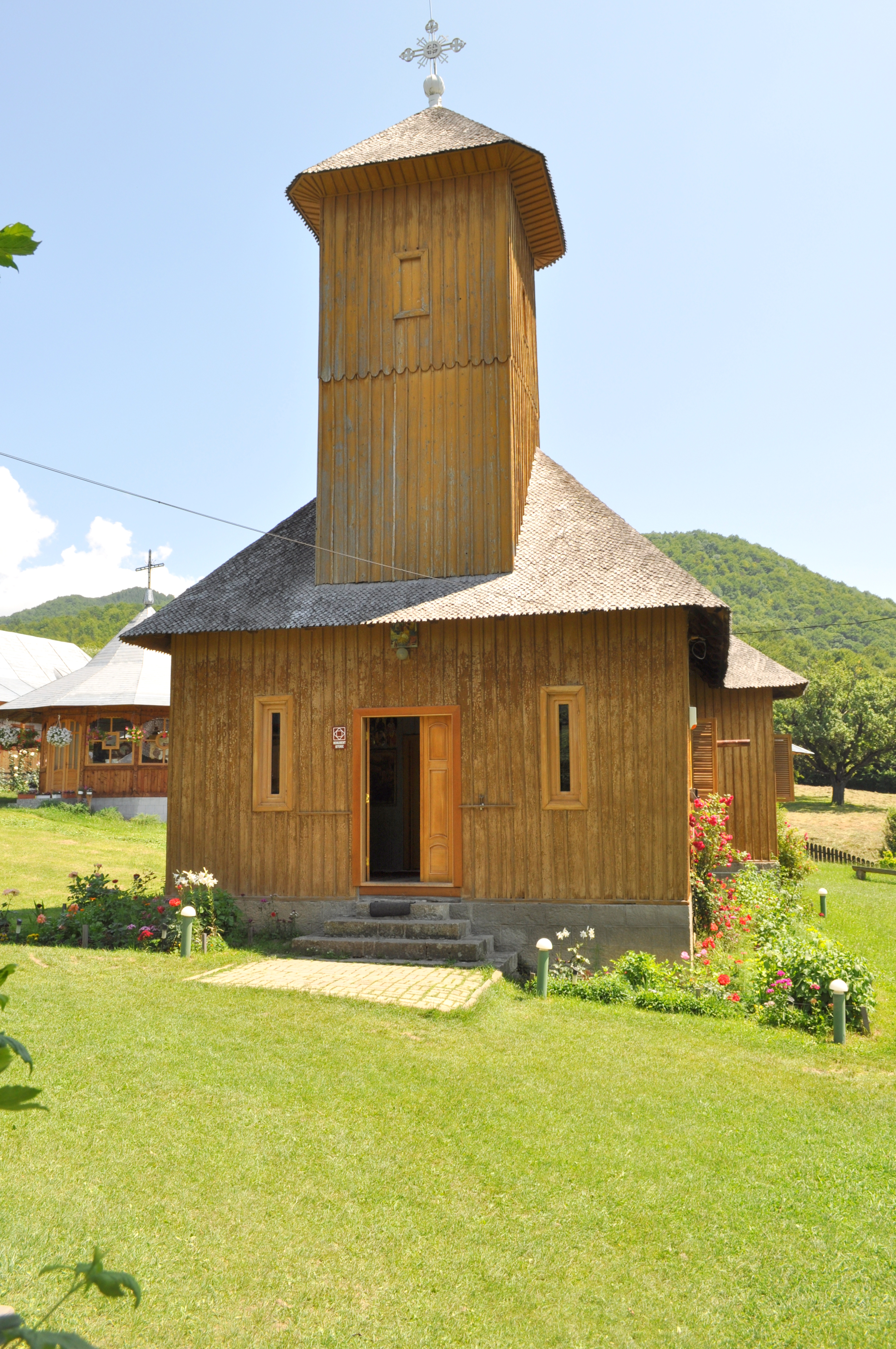
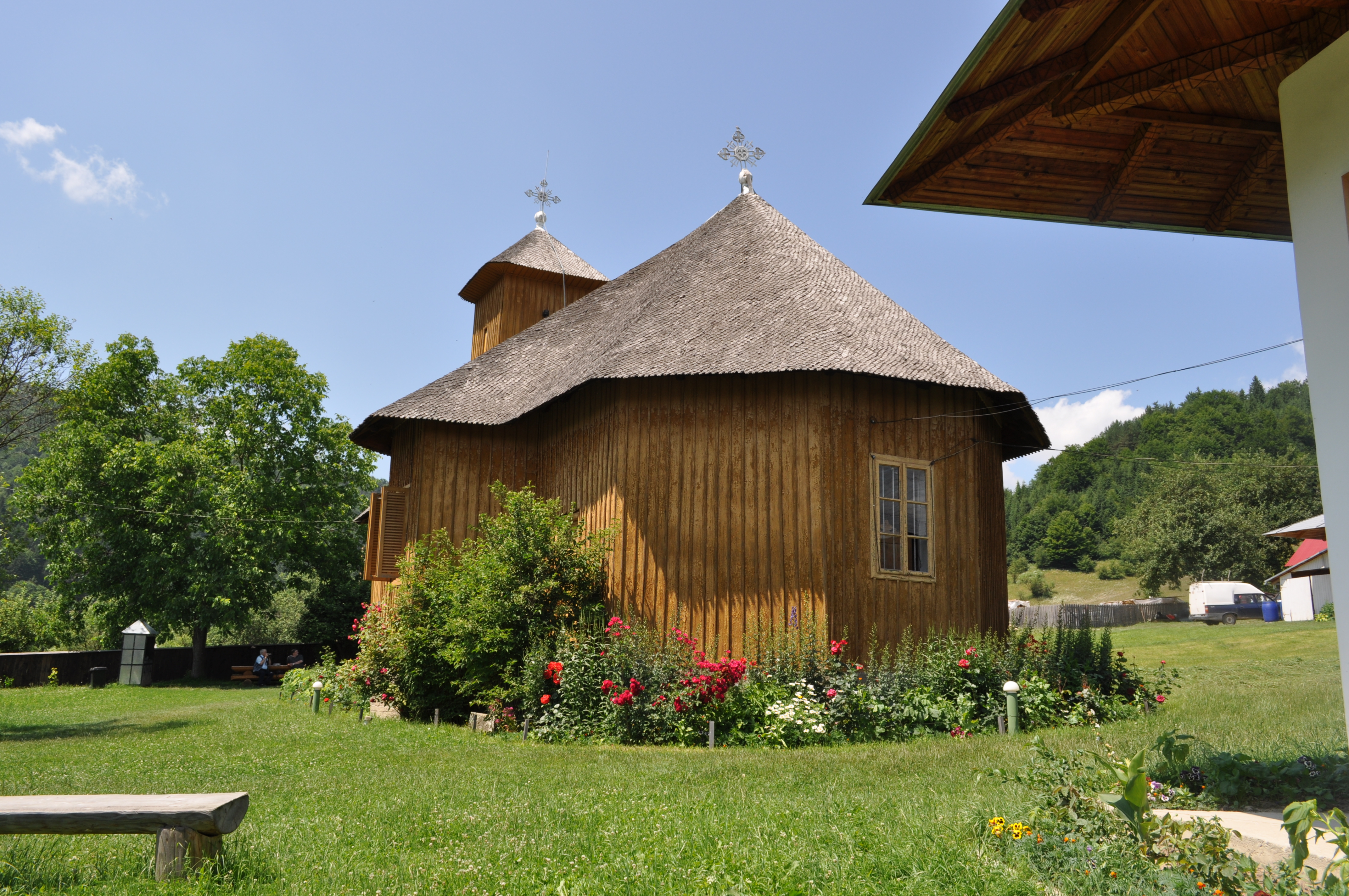
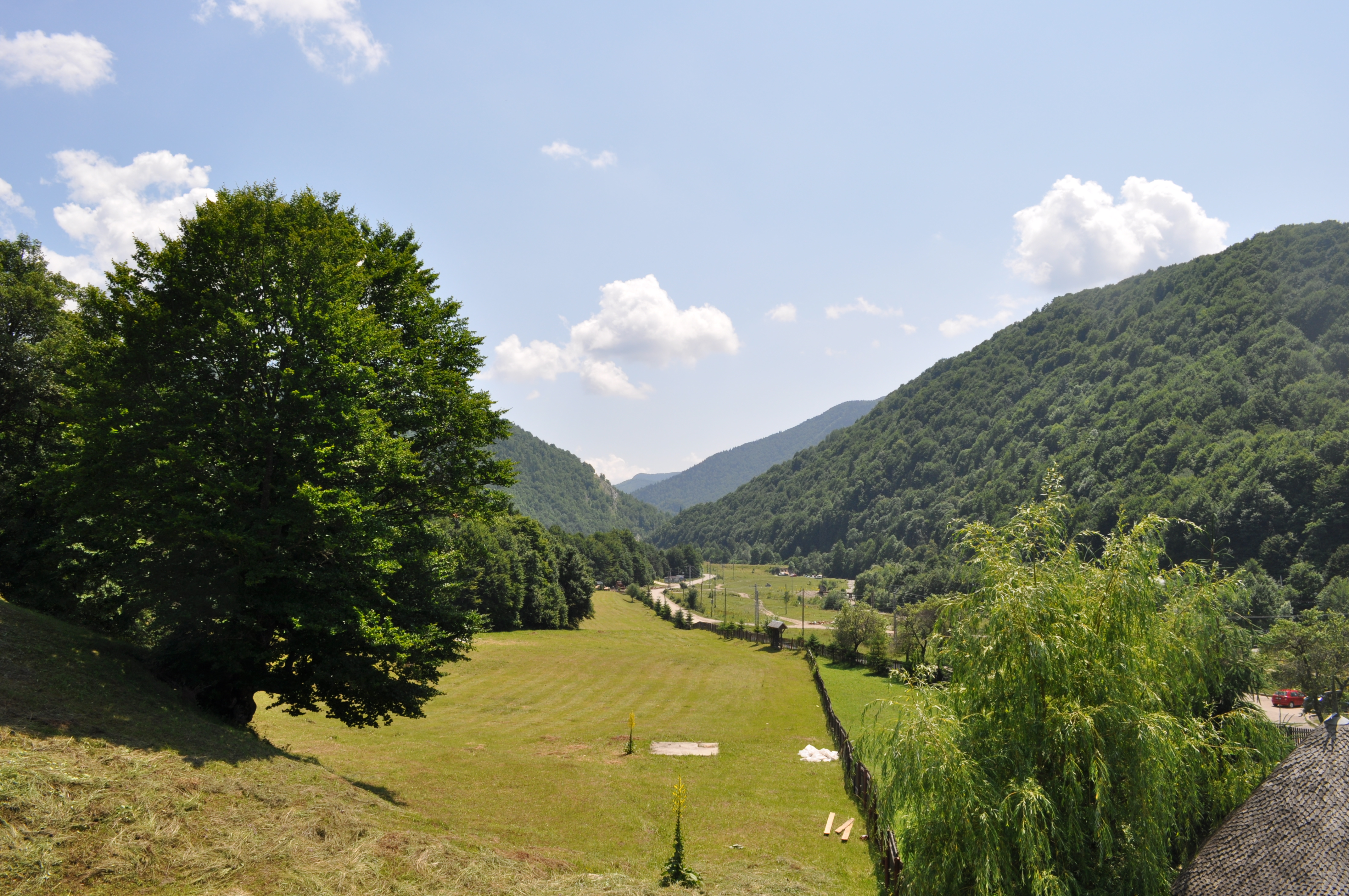

## Imagini din interior

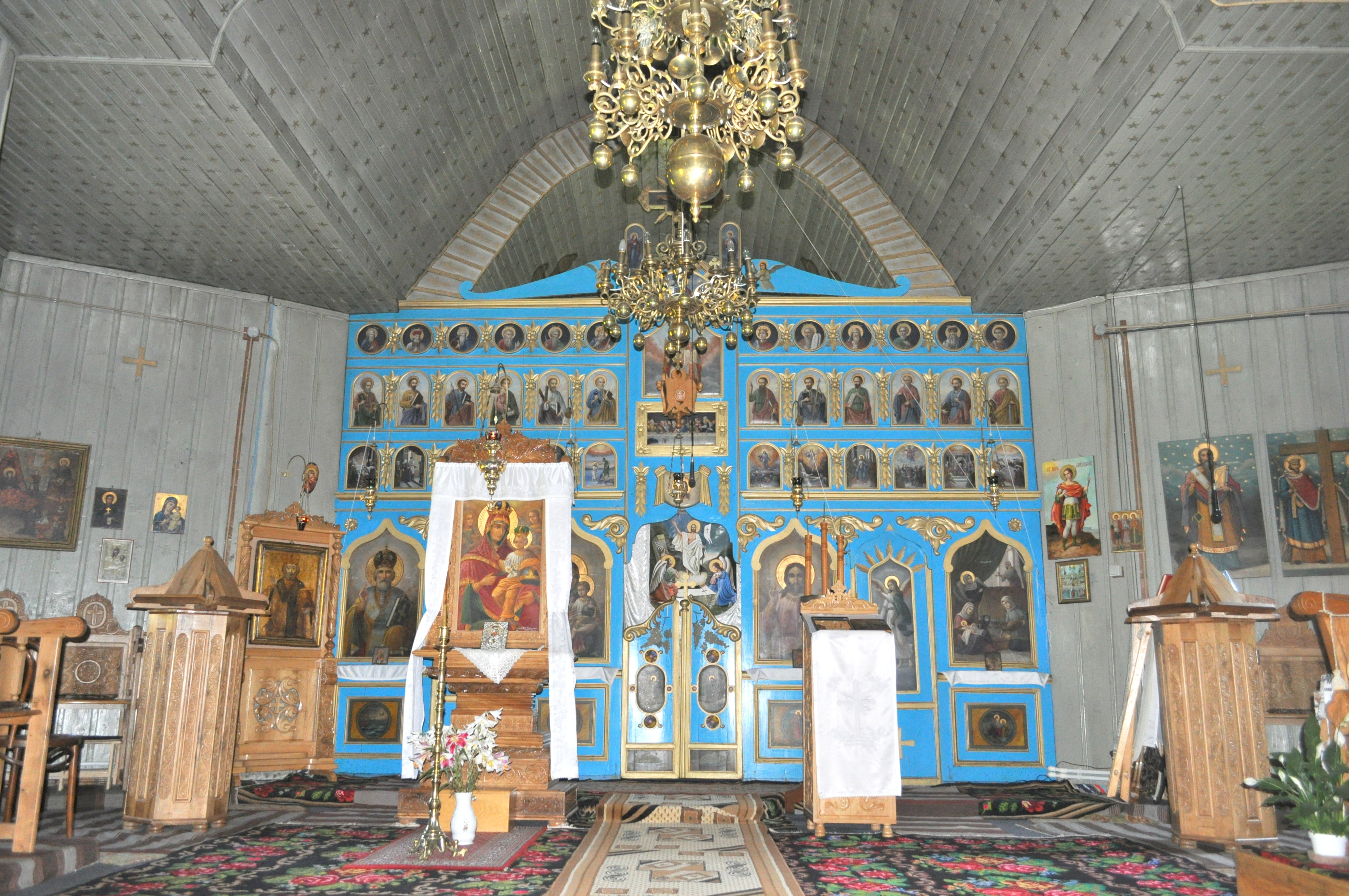
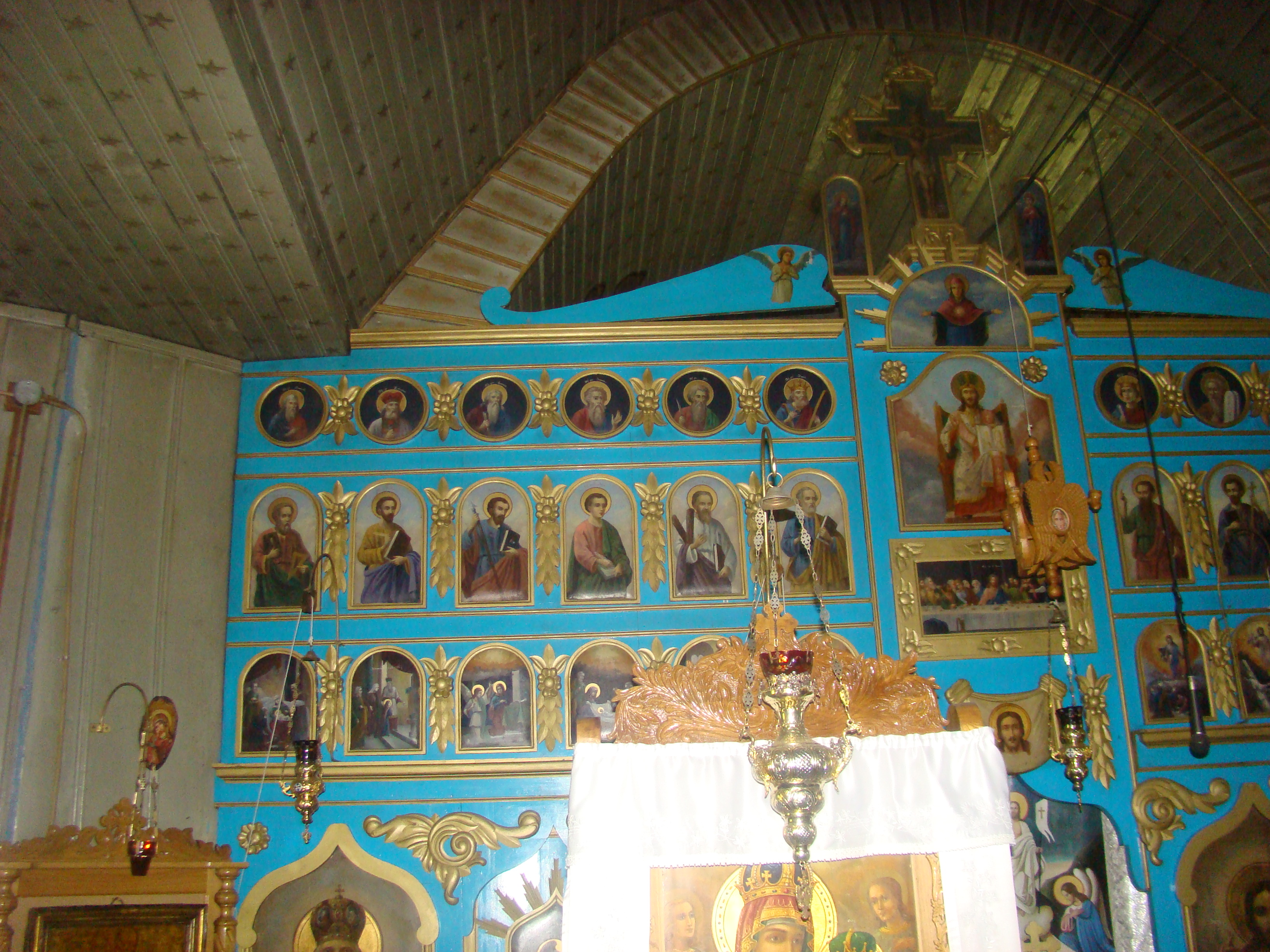
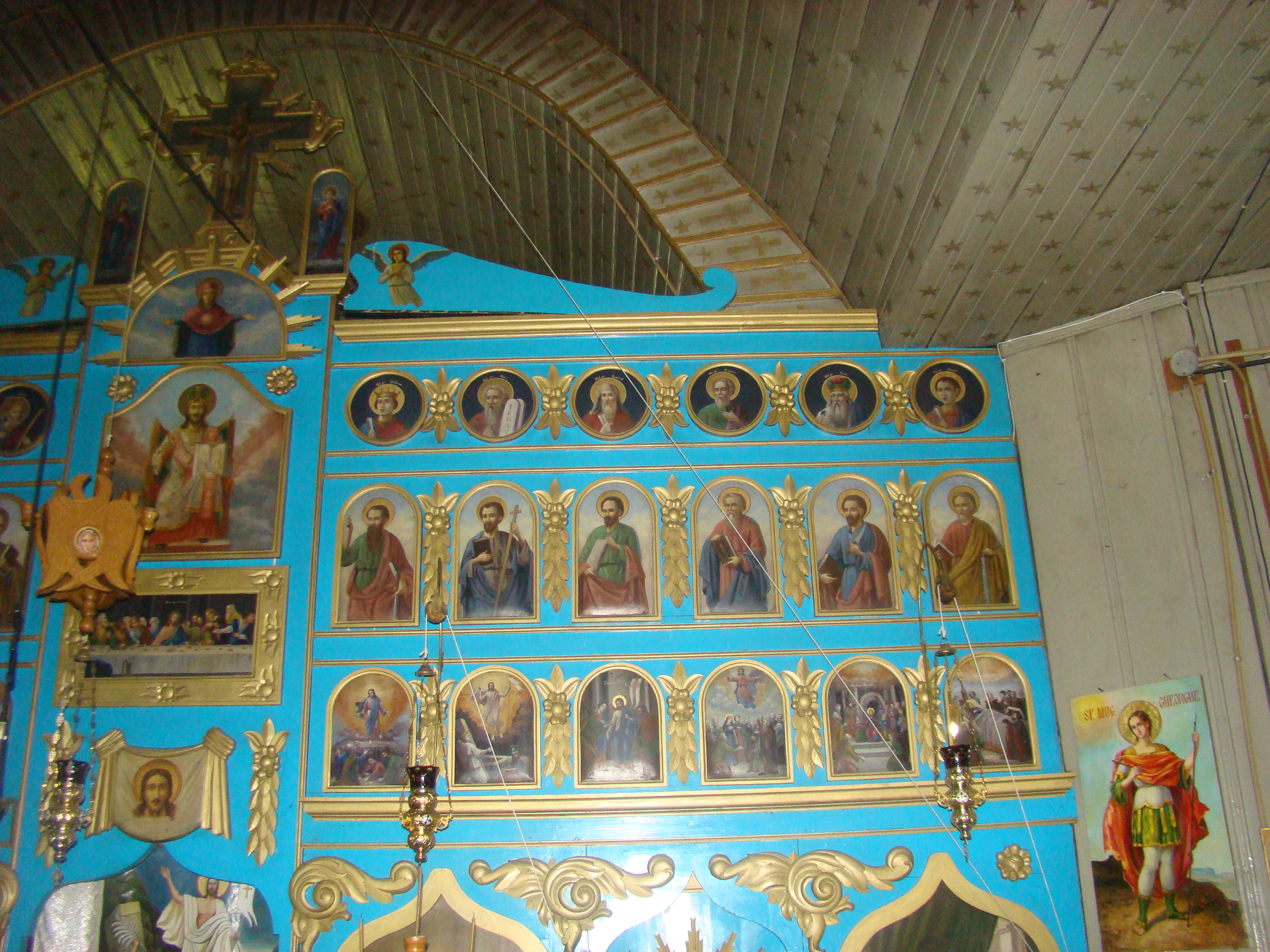
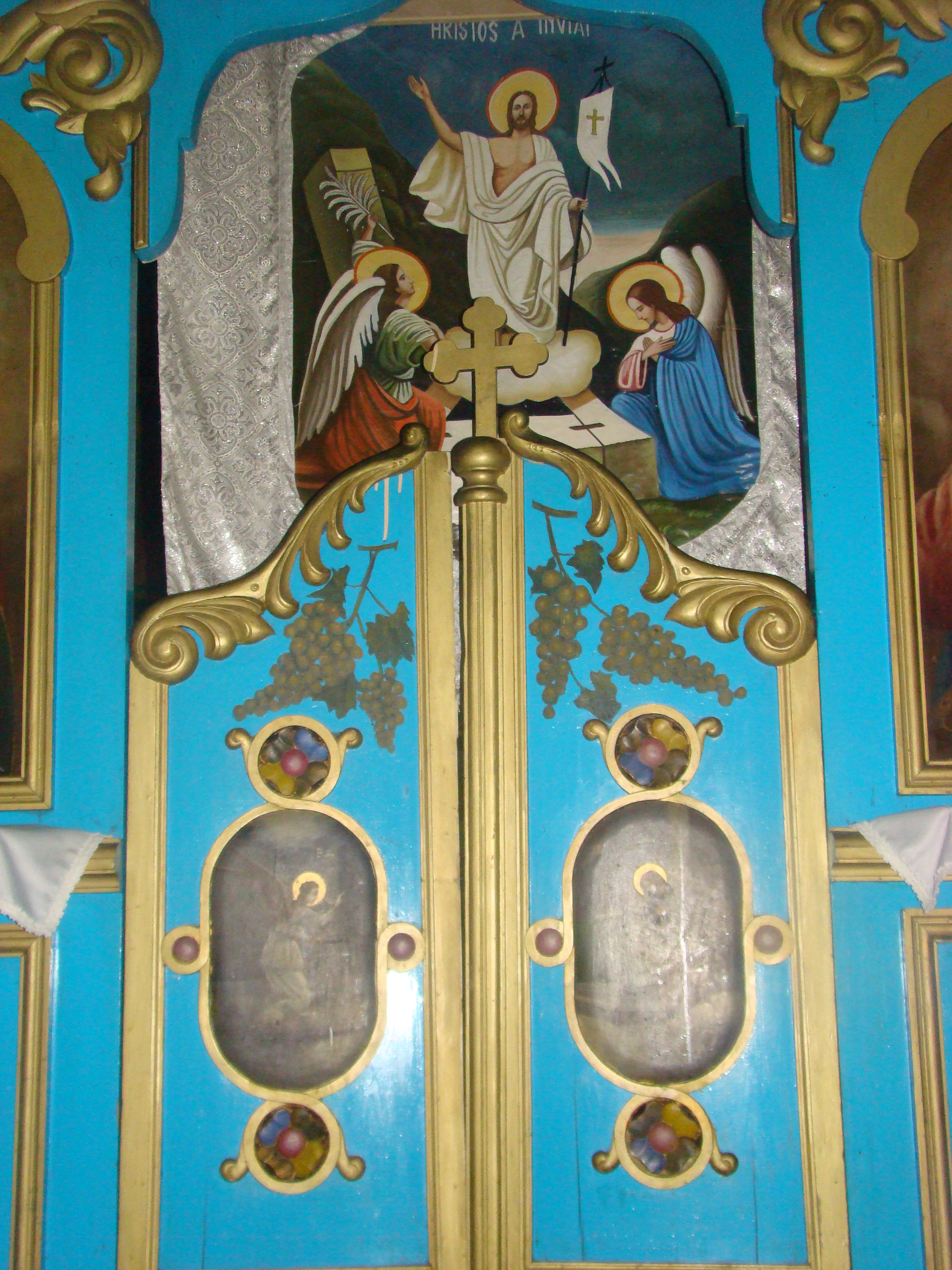
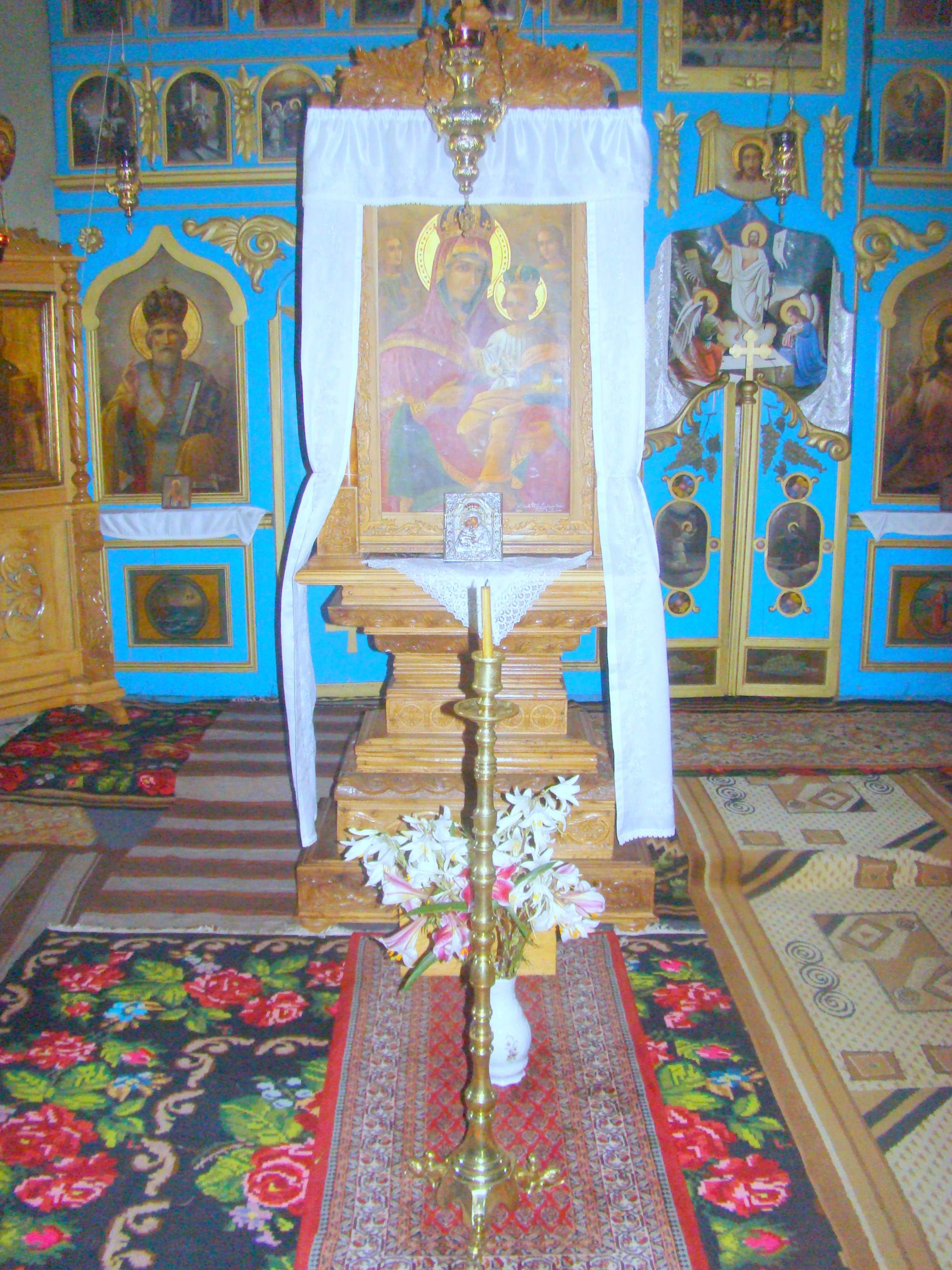
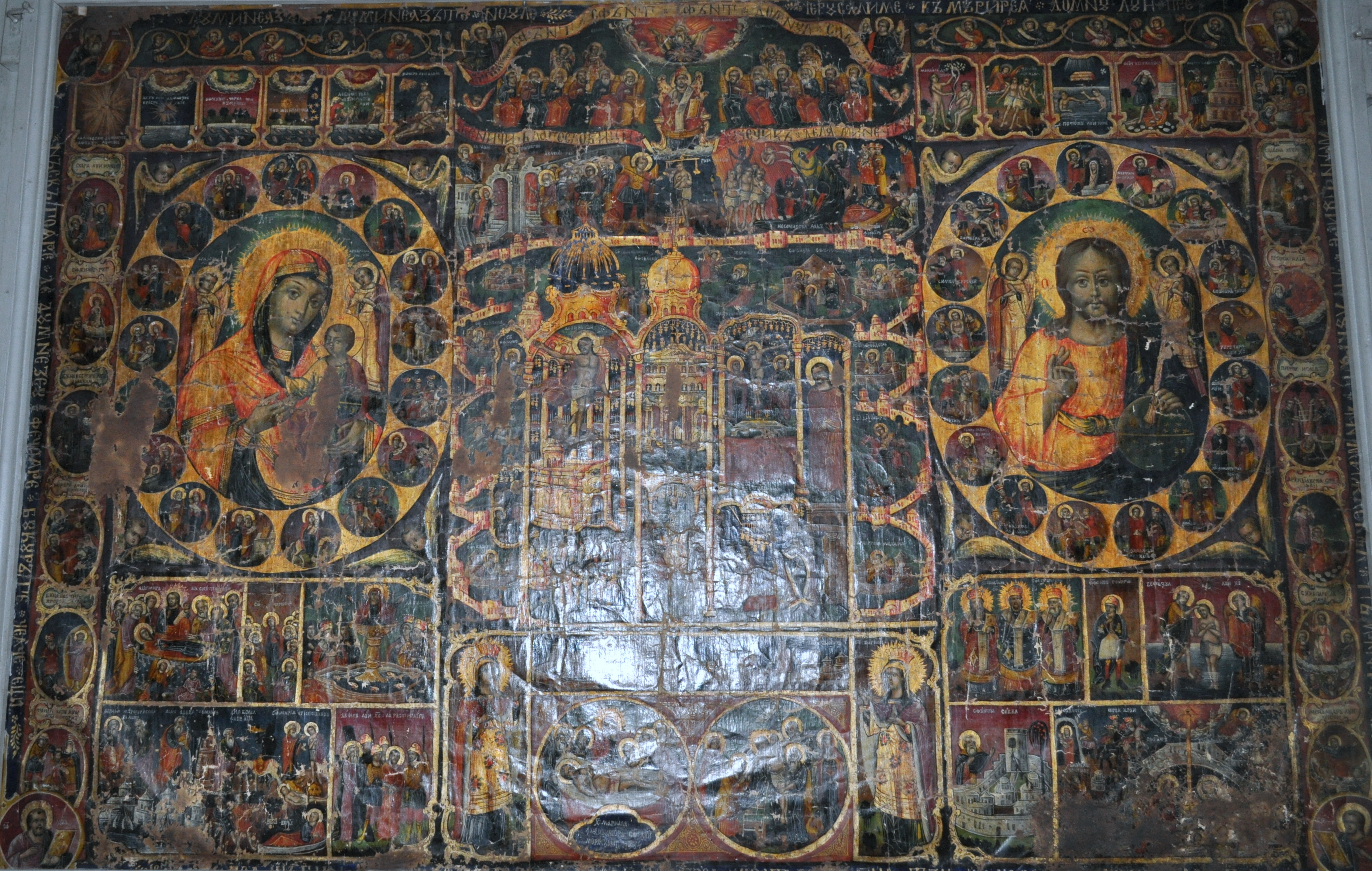
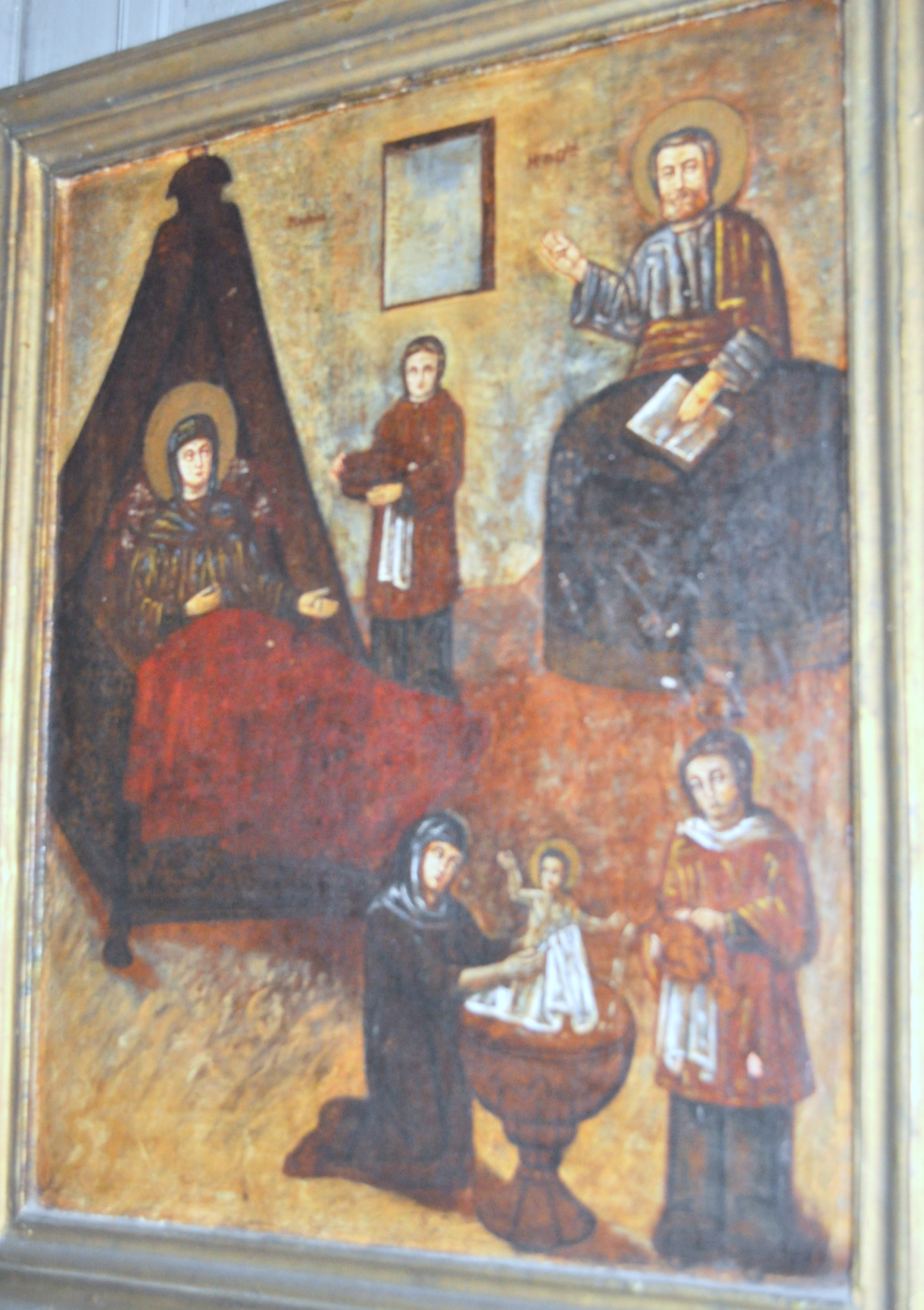
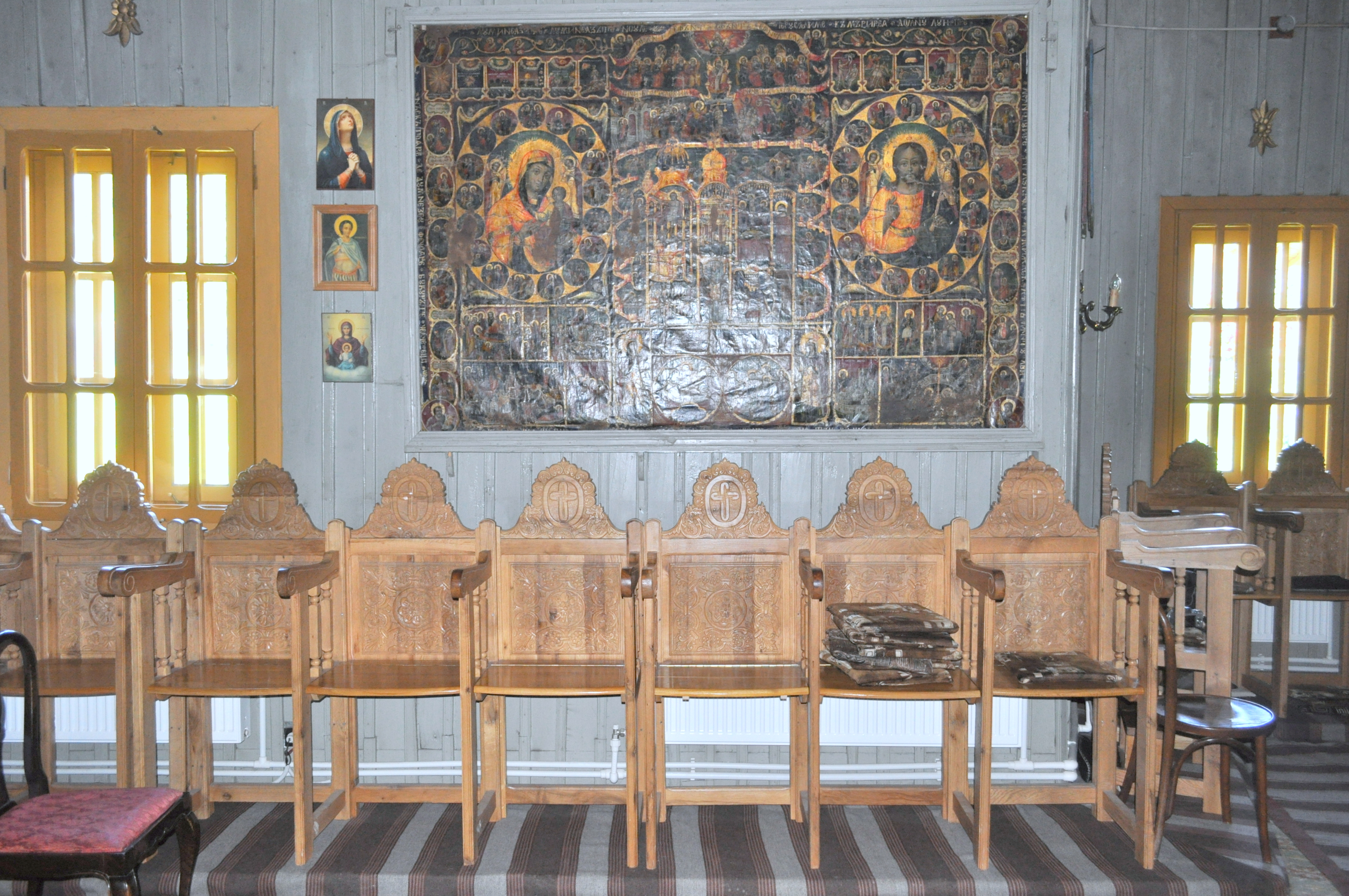
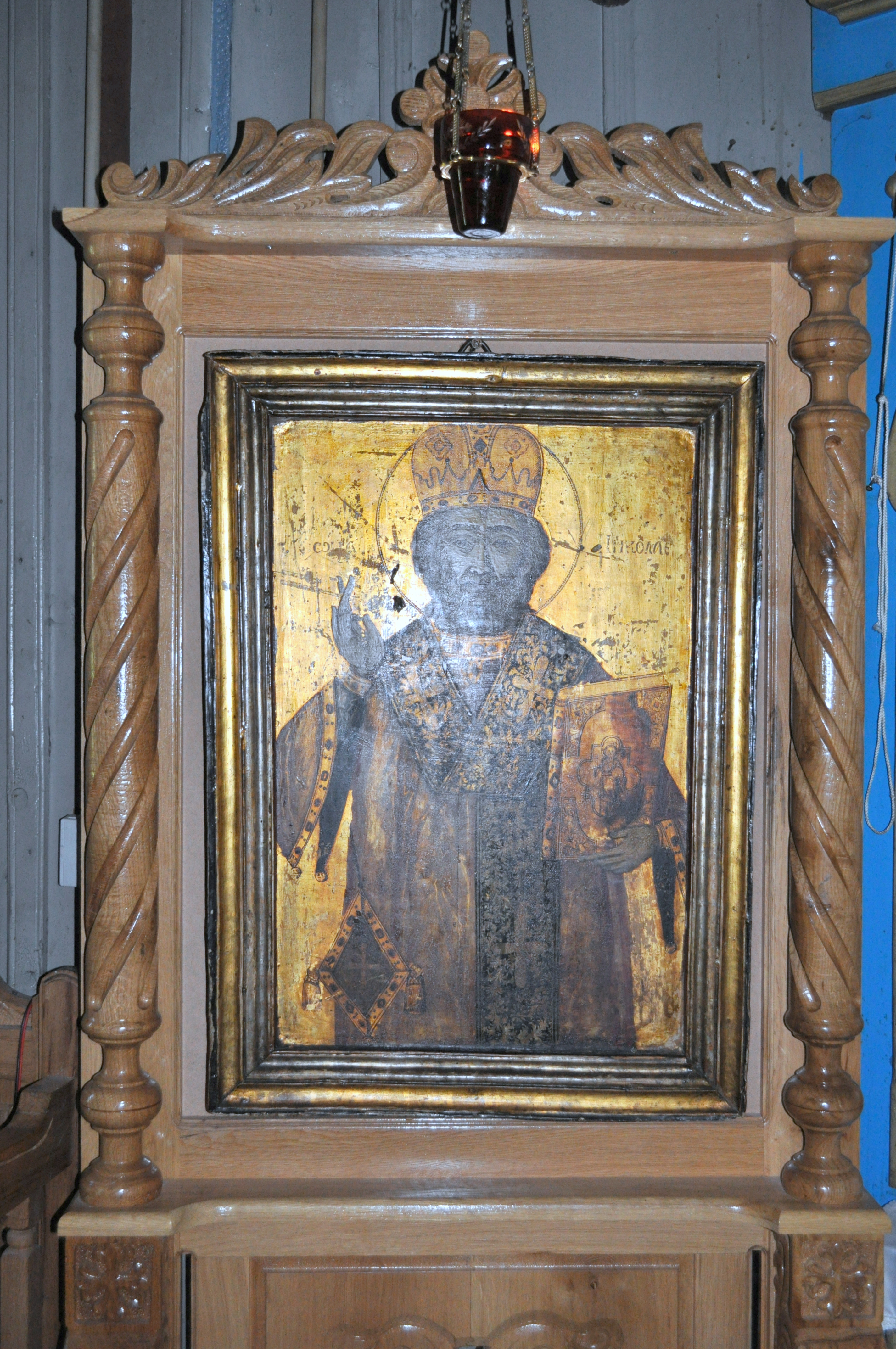
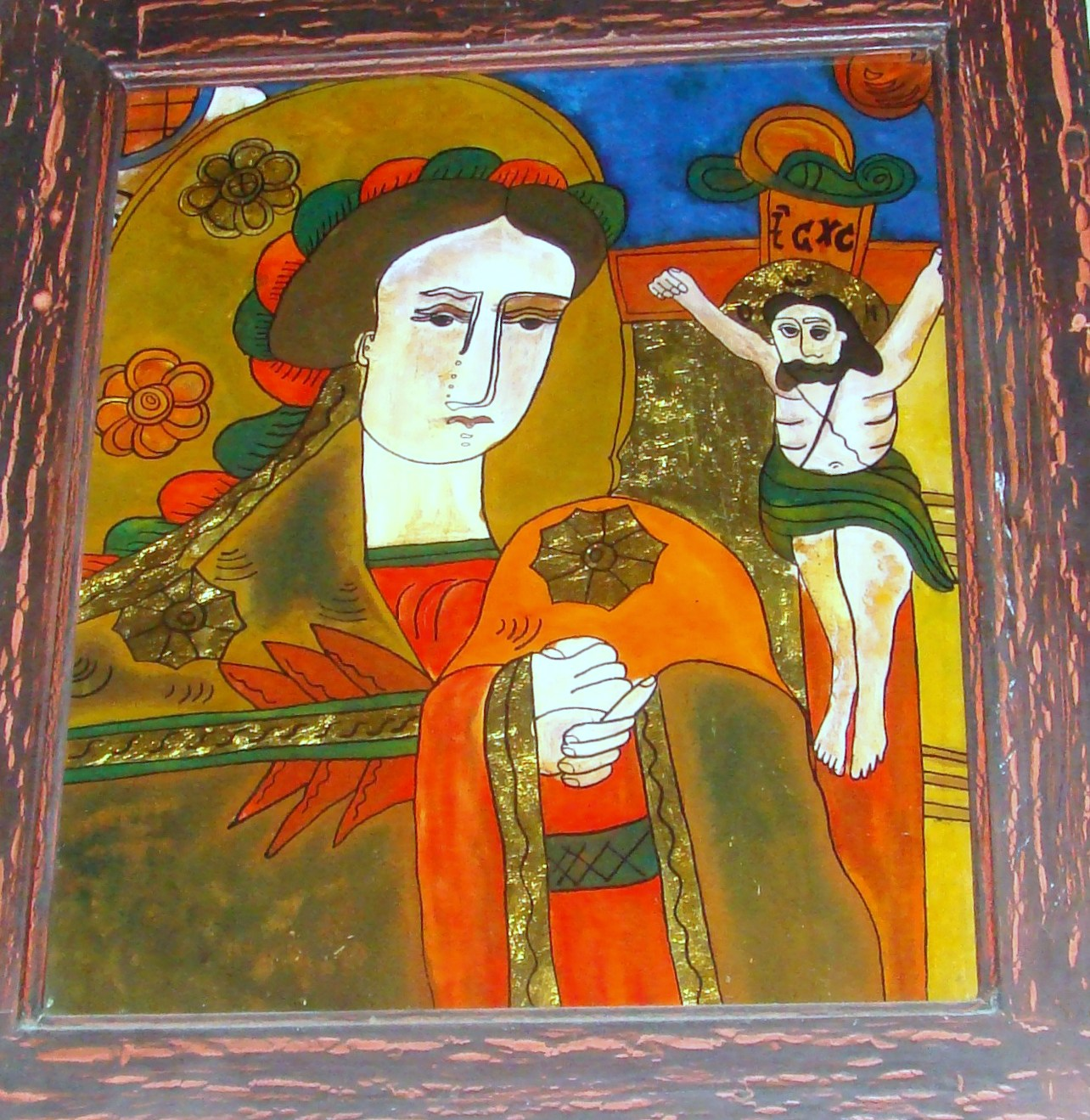
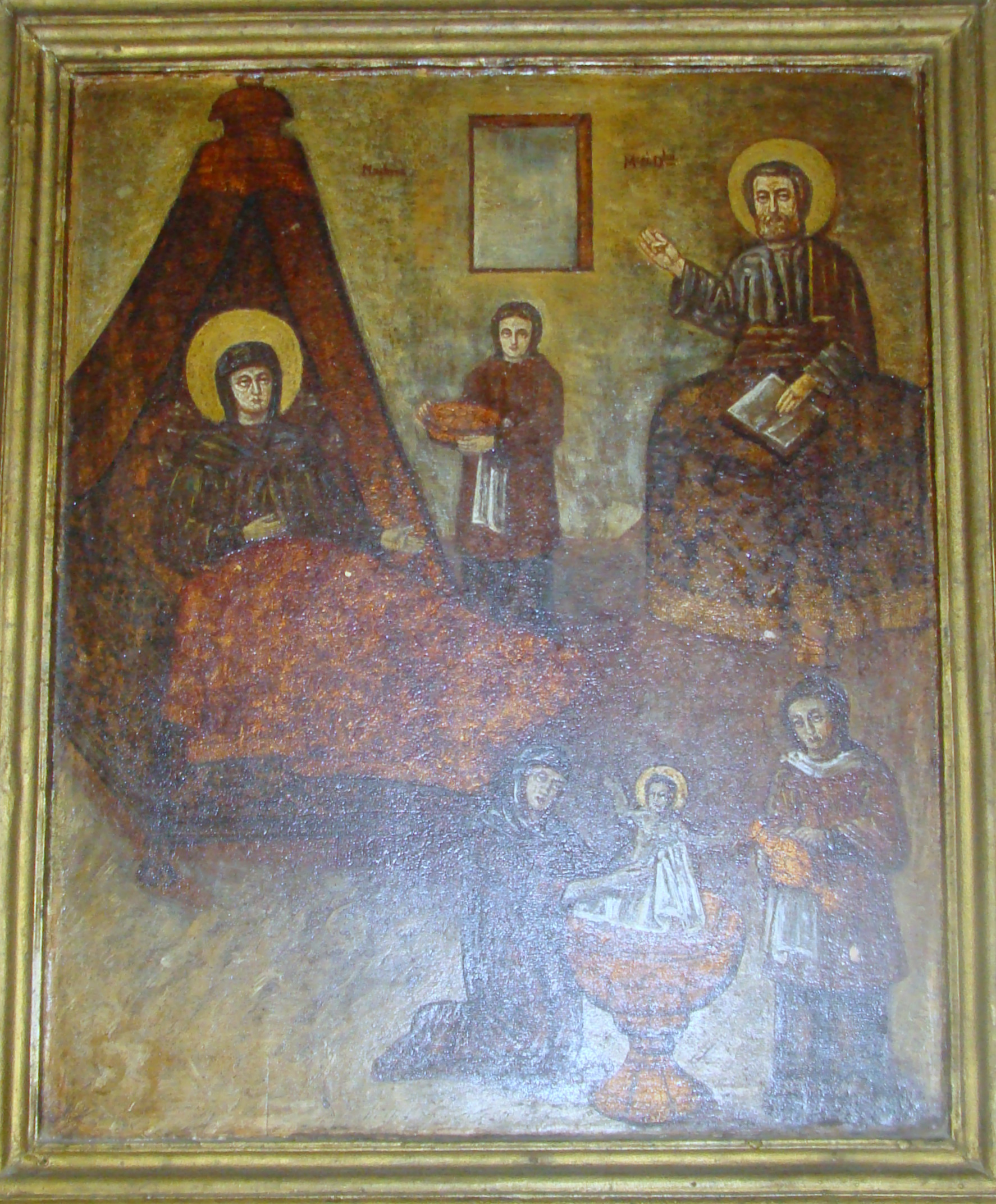
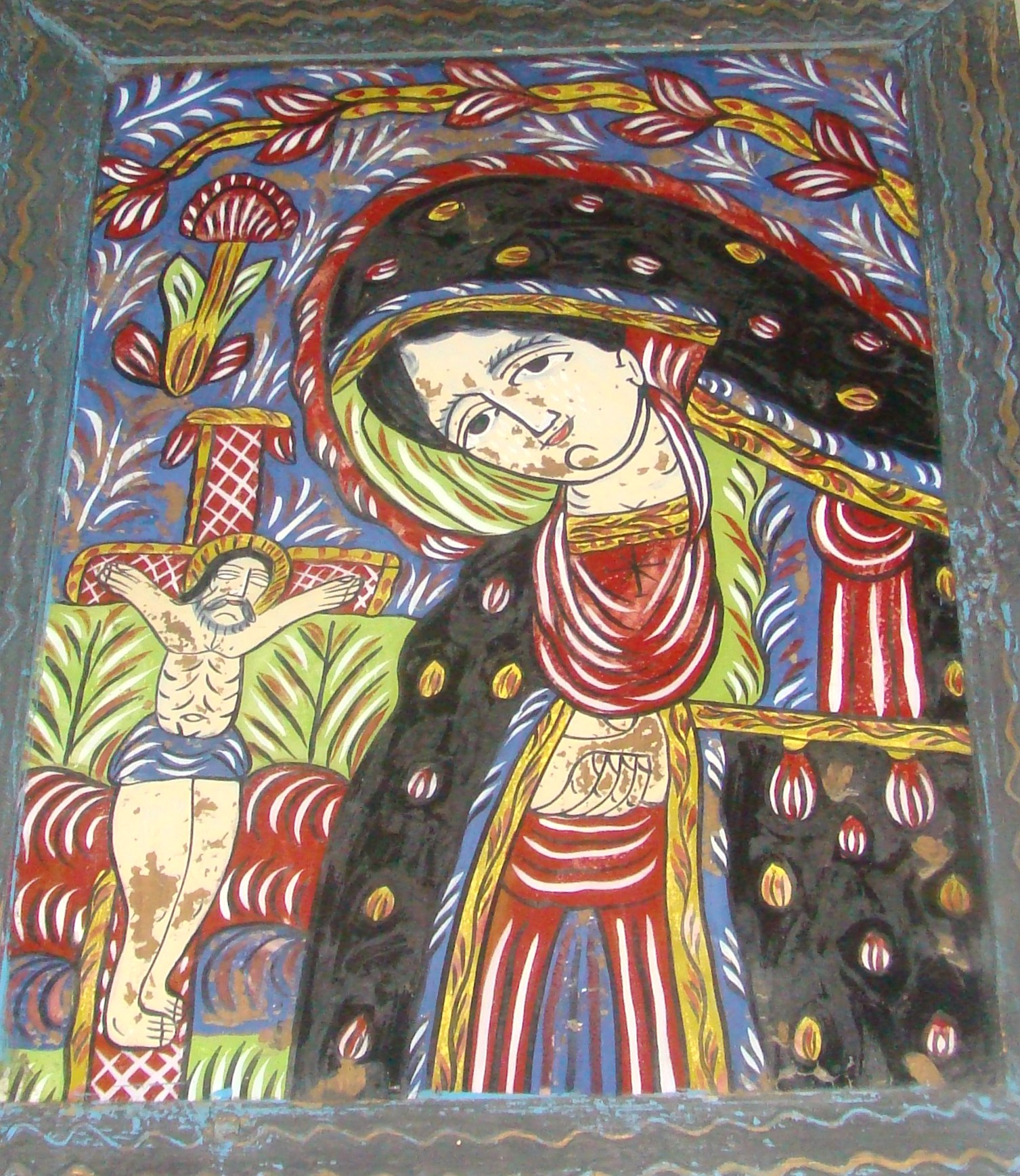
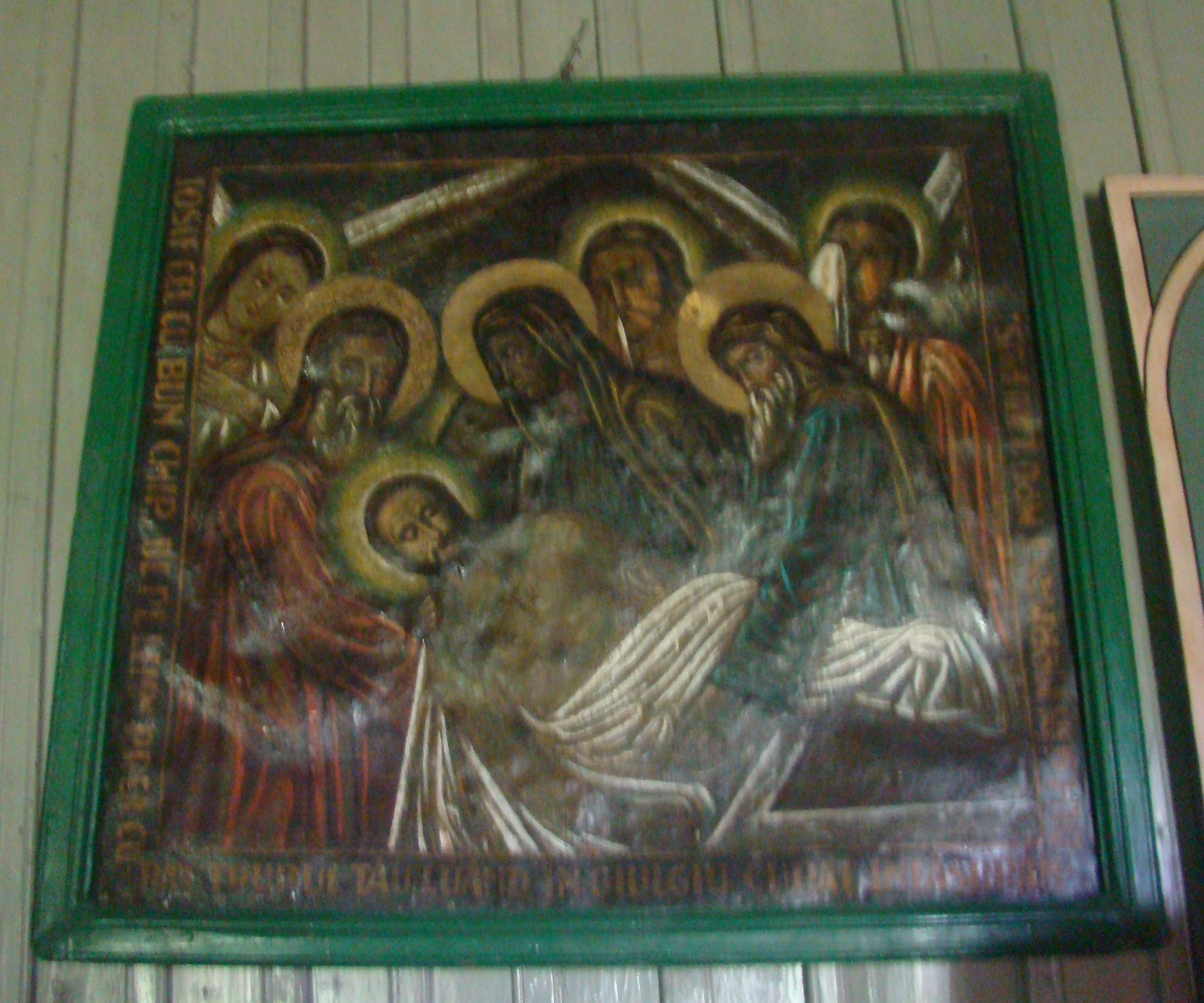